# Linkersbaindt
Linkersbaindt ist ein Gemeindeteil der Gemeinde Auhausen im schwäbischen Landkreis Donau-Ries Bayern.

## Gemeindezugehörigkeit
Das Forsthaus gehörte zur Gemeinde Dornstadt und wurde mit dieser am 1. Mai 1978 in die Gemeinde Auhausen eingegliedert.

## Lage
Linkersbaindt ist eine Exklave im gemeindefreien Gebiet Dornstadt-Linkersbaindt.